# كلية الآداب والعلوم والفنون في جامعة ميشيغان

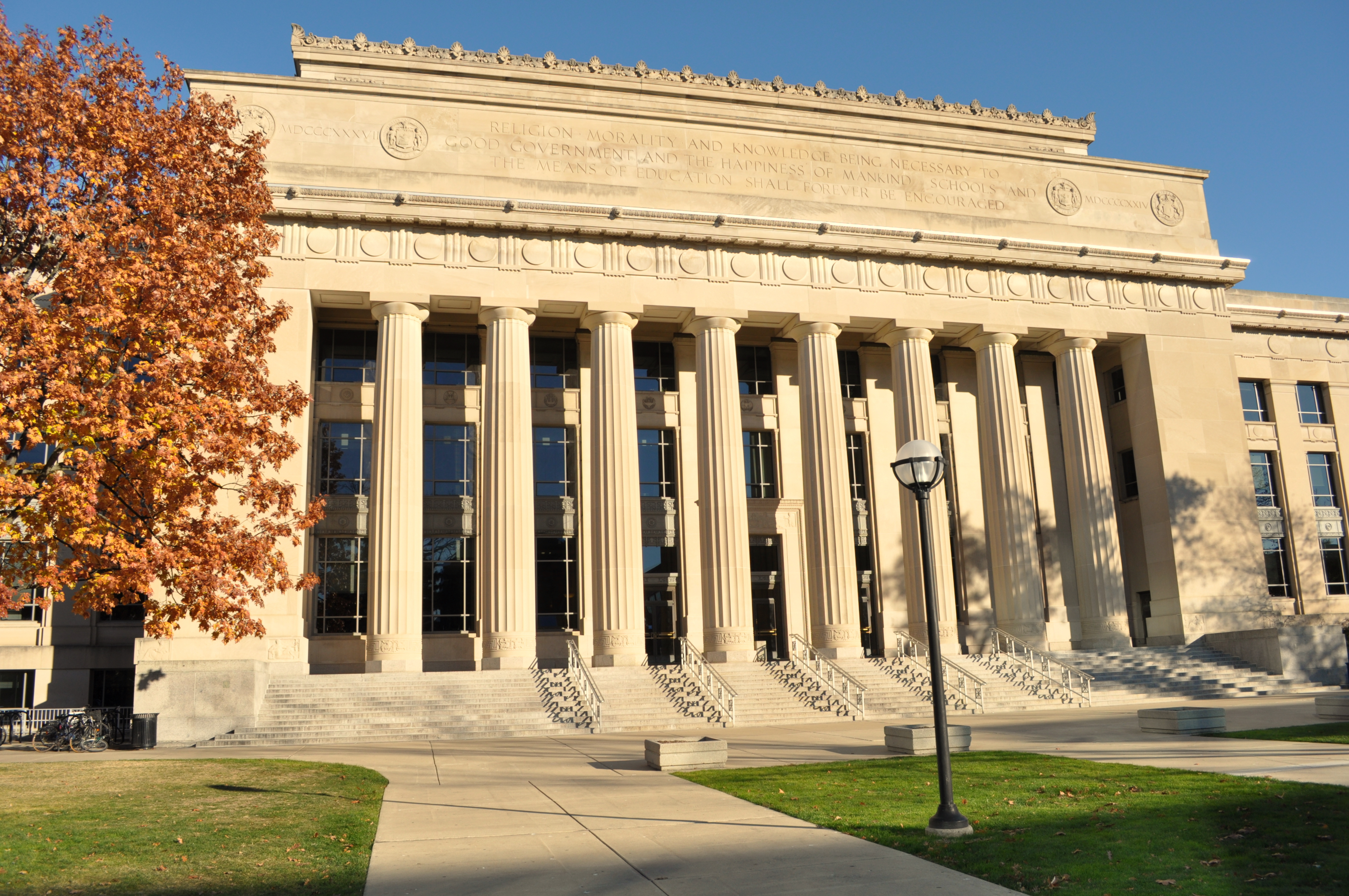
أحد المباني الرئيسية التي تضم الكلية.

كلية الآداب والعلوم والفنون في جامعة ميشيغان هي كلية الآداب والعلوم في جامعة ميشيغان في آن أربر.

## التأسيس
تأسست الكلية عام 1841 وتضم سبعة طلاب ومعلمين، وتعد حاليًا أكبر وحدة من حيث تسجيل الطلاب. تقع في الحرم المركزي للجامعة. كما أنها مركز لبرنامج الشرف بجامعة ميشيغان منذ مارس 2013.

## الروابط الخارجية
- الموقع الرسمي